# 28125 Juliomiguez
28125 Juliomiguez è un asteroide della fascia principale. Scoperto nel 1998, presenta un'orbita caratterizzata da un semiasse maggiore pari a 2,2748717 UA e da un'eccentricità di 0,0887117, inclinata di 4,00521° rispetto all'eclittica.